# 남성우 (방송인)
남성우(1949년 ~ )는 대한민국의 방송인이다.

## 학력
- 광주제일고등학교
- 고려대학교 신문방송학과 학사

## 경력
- KBS 기획제작국 PD
- KBS 시사교양본부 편성기획팀장 (국장급)
- KBS 심의평가실장
- KBS TV제작본부 광복60년 프로젝트팀 팀장
- KBS 콘텐츠본부 센터장 (본부장급)
- 언론인권센터 이사장
- 함평군축제추진위원회 위원장